# Bilal Assoufi
Bilal Assoufi est un footballeur marocain né le 14 octobre 1988 à Tanger. Il évolue au poste d'attaquant.

## Carrière
- 2008-2012 :  Ittihad de Tanger
- 2012-2014 :  KAC de Kénitra
- depuis 2014 :  Wydad de Casablanca
  - depuis jan. 2015 :  Chabab Rif Al Hoceima (prêt)[1]